# チェイスチェイス
『チェイスチェイス』（ChaseChase）は、エニックスとYahoo! JAPANにより運営されていたオンラインゲーム。
内容はスコットランドヤードに類似する対戦型オンラインボードゲームで、マップ上を逃げるプレイヤーを他のプレイヤーが追いかけ、規定ターン内に捕まえられるか、逃げ切れるかを競うもの。

## 特徴
逃げる側（ターゲット）2名(ブラウザ版では1名)、追う側（チェイサー）3名でゲームを開始する。地下鉄やバスの路線図を模したマップ上をターゲットが逃げる。ターゲットの一人が捕まると役割がエージェントに変わり、チェイサーの妨害などを行ないもう一人のターゲットの逃亡を助ける。
マップはブラウザ版では東京のみであったが、正式サービス版では、初期マップとしてブエノスアイレス・ベネチア・ニューデリーの3つが追加され、以降アメリカなどマップが複数追加された。
移動手段はブラウザ版では徒歩・電車・地下鉄・ヘリであり、正式版にてバイク・高速・船・トゥクトゥク、飛行機などが追加された。またブラウザ版では全移動手段が使用可能であったが、正式版ではカード形式となりセットした移動手段のみ使用可能となった。
2003年5月30日をもってサービス終了。その後、有志によって続編『チェイスチェイス2』の開発が持ち上がったが、結果的に立ち消えとなっている。

## 歴史
- 2000年　ブラウザ版開始
- 2002年2月28日 正式サービス開始
- 2003年5月30日 サービス終了